# U-50 (1939)
U-50 — средняя немецкая подводная лодка типа VIIB времён Второй мировой войны.

## История
Заказ на постройку субмарины был отдан 21 ноября 1936 года. Лодка была заложена 3 ноября 1938 года на верфи «Германиаверфт» в Киле под строительным номером 585, спущена на воду 1 ноября 1939 года. Лодка вошла в строй 12 декабря 1939 года под командованием капитан-лейтенанта Макса-Германа Бауэра.

## Флотилии
- 12 декабря 1939 года — 31 декабря 1939 года — 7-я флотилия (учебная)
- 1 января 1940 года — 6 апреля 1940 года — 7-я флотилия

## История службы
Лодка совершила 2 боевых похода. Потопила 4 судна суммарным водоизмещением 16 089 брт. Подорвалась на мине и затонула 6 апреля 1940 года в Северном море. Точная позиция гибели неизвестна, приблизительной позицией называется 51°14′ с. ш. 05°07′ в. д.. 44 погибших (весь экипаж).
До декабря 1993 года считалось, что лодка была потоплена 10 апреля 1940 года в результате атаки британского эсминца HMS Hero в районе с координатами 62°54′ с. ш. 01°56′ з. д., но скорее всего атакованный тогда объект вообще субмариной не являлся.

## Потопленные суда
| Название          | Тип            | Принадлежность | Дата            | Тоннаж (БРТ) | Груз              | Судьба             | Место                     |
| Orania            | грузовое судно | Швеция         | 11 февраля 1940 | 1 854        | кукуруза и отруби | потоплен по ошибке | 60°58′ с. ш. 0°53′ з. д.  |
| Maryland          | грузовое судно | Дания          | 11 февраля 1940 | 4 895        | пек               | потоплен по ошибке | 57°09′ с. ш. 12°00′ з. д. |
| Tara              | грузовое судно | Нидерланды     | 21 февраля 1940 | 4 760        | пшеница           | потоплен по ошибке | 42°45′ с. ш. 10°25′ з. д. |
| British Endeavour | танкер         | Великобритания | 22 февраля 1940 | 4 580        | в балласте        | потоплен           | 42°11′ с. ш. 11°35′ з. д. |